# GNUSim8085
GNUSim8085 ist ein freier (und damit auch kostenlos verfügbarer) sowie preisgekrönter, grafischer CPU-Simulator, mit integriertem Assembler und Debugger für den Intel 8085 Mikroprozessor für Windows- und GNU/Linux-Betriebssysteme, der unter der GNU GPL entwickelt und vertrieben wird.
Der Simulator macht Gebrauch vom GTK+-Toolkit zur Erzeugung einer plattformunabhängigen grafischen Benutzeroberfläche.

## Geschichte
GNUSim8085 ist aus dem Bedürfnis eines indischen Informatikstudenten namens Sridhar Ratnakumar heraus entstanden: Im Rahmen seines Studiums benötigte er für Prüfungsvorbereitungen Zugang zu einem kostenlosen und freien 8085-Simulator, der auch auf Linux-basierten Rechnern lauffähig und erweiterbar sein sollte.
In Ermangelung von Optionen entschied sich Sridhar Ratnakumar im Jahre 2003 die Implementierung eines solchen Simulators selbst in die Hand zu nehmen und schuf so noch im selben Jahr mit GNUSim8085 sein erstes Open-Source-Projekt.
Ein erster Prototyp wurde von Ratnakumar innerhalb von nur drei Tagen fertiggestellt und umgehend zur Vorbereitung auf die Prüfungen verwendet, die ihn ursprünglich motiviert hatten, den Simulator zu entwickeln.
Die Entwicklung des Simulators fand ursprünglich auf dem Web-Portal SourceForge statt, wo der Quellcode des Programms über die Versionsverwaltungs-Software Git zugänglich ist. Inzwischen ist das Projekt jedoch offiziell bei Launchpad gehostet.
Seit Beginn des Projekts im Jahre 2003, aber auch insbesondere zunehmend seit der Portierung des Simulators auf die Windows-Plattform im Jahre 2008, erfreut sich GNUSim8085 einer stetig steigenden Anzahl von Nutzern und Anhängern, insbesondere unter Studierenden der Informatik und von ingenieurwissenschaftlichen Studiengängen.
Während GNUSim8085 ursprünglich alleinig durch Sridhar Ratnakumar entworfen und entwickelt wurde, hat sich inzwischen eine aktive Anhängerschaft von Nutzern gebildet, so dass das Projekt derzeit von einem vierköpfigen Team an Entwicklern weiterentwickelt wird, wobei hier die Entwickler Aanjhan Ranganathan und Onkar Shinde die Projektleitung von Ratnakumar übernommen haben.

## Funktionen

### Editor
- Quellcode Editor mit Mnemonic-Liste und interaktivem Eingabe-Assistenten für alle Standard-Instruktionen des Befehlssatzes
- Syntaxhervorhebung im Editor
- Integrierte Quelltext-/Opcode-Ansicht, die den assemblierten Quellcode in Hex anzeigt

### Assembler
- Assembler mit Unterstützung für alle Standard-Instruktionen des 8085
- Assembler mit Unterstützung für gängige Assembler-Direktiven

### Debugger
- Komplette Ansicht aller Register und Flags im Simulator
- Debugger mit Unterstützung für Haltepunkte
- Unterstützung für Einzelschritt-Ausführung von Programmen
- Hex-Dezimal-Umrechner
- Laufzeit-Inspektion des Stapelspeichers
- Laufzeit-Inspektion von im Quellcode definierten Variablen
- Laufzeit-Inspektion und -Manipulation des Arbeitsspeichers und der I/O-Ports